# 샌본풀밭쥐
샌본풀밭쥐(Abrothrix sanborni)는 비단털쥐과 안데스밭쥐속에 속하는 설치류의 일종이다. 아르헨티나 남부와 칠레에서 발견되지만 긴털풀밭쥐(A. longipilis)와 같은 종일 수도 있다.